# Podlažice
Podlažice is een plaats in de gemeente Chrast in de regio Pardubice en maakt deel uit van het district Chrudim van Tsjechië. In Podlažice bevond zich het klooster waar in de 13e eeuw de Codex Gigas geschreven werd. Het klooster werd in het begin van de 15e eeuw vernield door de Hussieten.